# Adolph Bargiel

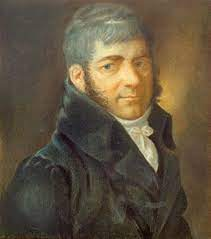

August Adolph Anastasius Bargiel (* 1. November 1783 in Bauerwitz, Schlesien; † 4. Februar 1841 in Berlin) war ein deutscher Klavier- und Gesangspädagoge und Violinist. Adolph Bargiel war von 1825 bis 1841 mit Mariane Tromlitz, gesch. Wieck verheiratet, der Mutter von Clara Schumann. Von 1810 bis 1819 war er Mitglied des Gewandhausorchesters in Leipzig, eröffnete ebenda eine Gesangsschule und war ab 1826 Musiklehrer in Berlin.

## Leben
Adolph Bargiel wurde bis zum 12. Lebensjahr von seinem Vater († 1807) unterrichtet, welcher Schulrektor in Bauerwitz war, und besuchte ab 1795 das Gymnasium in Leobschütz. Adolph Bargiel erhielt in seiner Kindheit Gesangsunterricht von seinem Vater, einige Zeit auch Klavier- und Cello-Unterricht von bisher unbekannten Lehrern. Bargiel studierte ab 1802 in Breslau (wo er auch Geigenunterricht erhielt) zunächst Jura, da sein Vater gegen eine musikalische Laufbahn war, und ab 1805 in Halle „philosophische Wissenschaften“. Das Studium wurde jedoch durch den Napoleonischen Krieg 1806 unterbrochen, sodass Bargiel eine Stellung als Hauslehrer bei Baron von Seckendorff auf Gut Zingst bei Nebra annahm. Dort freundete er sich mit Friedrich Wieck an, der ebenfalls auf Gut Zingst als Hauslehrer tätig war.
Nach dem Tod seines Vaters konvertierte Bargiel 1807 vom katholischen zum evangelischen Glauben und änderte seinen Namen von Antonius Aloysius Bargel in August Adolph Anastasius Bargiel. 1809 gab Bargiel seine Stelle als Hauslehrer auf und setzte sein Jura-Studium in Leipzig fort, besuchte aber auch philosophische Kurse. Sein Studium finanzierte er durch Musikunterricht. Aufgrund seiner körperlich schwachen Konstitution und der mangelnden Aussicht auf eine juristische Anstellung entschied sich Bargiel für die Musik, zumal er „mit vielem Erfolg unterrichtete“. In Leipzig wurde Bargiel Mitglied des Gewandhausorchesters, gab privaten Klavier- und Gesangsunterricht und eröffnete 1818 eine Gesangsschule in Leipzig. 1822 eröffnete er, nachdem er sich in Berlin die Logier’sche Akademie angesehen hatte, in Leipzig ein Musikinstitut nach den Lehren Johann Bernhard Logiers, das er bis 1825 führte.

1825 heiratete Bargiel Mariane Tromlitz, gesch. Wieck. Aus der Ehe gingen vier Kinder hervor: Woldemar (1828–1897), Eugen (1830–1907), Cäcilie (1832–1910) und Clementine (1835–1869). Ersten Klavierunterricht erhielten die Kinder durch ihre Mutter Mariane Bargiel, Woldemar erhielt von seinem Vater eine erste musikalische Ausbildung auf dem Klavier, der Orgel und Violine.
1826 zogen Adolph und Mariane Bargiel nach Berlin, da Adolph Bargiel die Leitung der Logier’schen Akademie in Berlin übernahm. Die Akademie lief bis 1826 sehr erfolgreich, musste aber 1830 aufgrund einer Cholera-Epidemie in Berlin geschlossen werden. Die wohlhabenden Schüler zogen sich aus Angst vor Ansteckung auf ihre Landgüter zurück, wodurch die Akademie starke finanzielle Einbußen erlebte. Bargiel verfügte über keine finanziellen Rücklagen und setzte mit den wenigen übrigen Schülern seine Lehrtätigkeit fort, wodurch er aber nicht für eine ausreichende finanzielle Absicherung seiner Familie sorgen konnte. 1836 erlitt Bargiel einen Schlaganfall, er starb 1841 in Berlin.